# Буки (Коростенський район)
Буки́ — село в Україні, у Малинській міській територіальній громаді Коростенського району Житомирської області. Кількість населення становить 195 осіб (2001). У 1923—88 роках — адміністративний центр колишньої однойменної сільської ради.

## Загальна інформація
Розташоване на лівому березі річки Тростяниця, за 40 км від Малина, за 18 км від залізничної станції Нова Борова.

## Населення
У 1795 році налічувалося 138 жителів, дворів — 24, у 1850 році — 300 осіб.
Станом на 1885 рік в селі мешкало 363 особи, налічувалося 40 дворових господарств, наприкінці 19 століття кількість населення становила 638 осіб, дворів — 101.
Відповідно до результатів перепису населення Російської імперії 1897 року, загальна кількість мешканців села становила 636 осіб, з них: православних — 581, чоловіків — 300, жінок — 336.
У 1906 році проживало 673 мешканці, дворів — 118, у 1911 році — 795 осіб, дворів — 140, у 1923 році — 897 осіб, дворів — 170, у 1926 році — 1 090 осіб, дворів — 198.
Станом на 1972 рік кількість населення становила 365 осіб, дворів — 145.
Відповідно до результатів перепису населення СРСР, кількість населення, станом на 12 січня 1989 року, становила 238 осіб. Станом на 5 грудня 2001 року, відповідно до перепису населення України, кількість мешканців села становила 195 осіб.

### Мова
Розподіл населення за рідною мовою за даними перепису 2001 року:
| Мова       | Кількість | Відсоток |
| ---------- | --------- | -------- |
| українська | 194       | 99.49%   |
| російська  | 1         | 0.51%    |
| Усього     | 195       | 100%     |

## Історія
Біля села знайдено два слов'янські поселення VI—VII століть та могильник часів Київської Русі. У першій половині 17 століття належало до маєтків Києво-Печерського монастиря, потім перебувало в заставі у Затиркевичів. У часи Хмельниччини в селі розміщувалися козацькі загони. У 1628 році належало Янові Корчевському, котрий вносив податок з млину на Тростянці, у 1718 році — київському каштелянові Казимирові Стецькому.
Згадується в акті від 26 лютого 1728 року як власність київського каштеляна Казимира-Станіслава Стецького. Наприкінці 18 століття селом володів поміщик С. М'яновський. Від початку 19 століття входило до добринського маєтку поміщиків Шаулінських. У 1825 році в околицях села знайшли поклади залізної руди, що залягали між річкою Тростяницею та струмком Бобровим. Для переробки руди в селі працювала фабрика, на той час за застарілими технологіями. До середини 19 століття працювали винокурня та водяний млин. У 1852 році, після розподілу власностей Казимира Шаулінського, селом заволодів його син Йосип. У 1881 році село успадкували його дружина та доньки: Альбертина та Марія Шаулінські, Валентина-Констанція Паскудська, баронеса Ядвіга Дульська, Ванда Немирич.
Станом на 1885 рік — колишнє власницьке село Фасівської волості Житомирського повіту Волинської губернії, на річці Тростяниця. В селі були церковна парафія, заїзд, крамниця, водяний млин. У 1890-х роках село належало братам Вікторові, Еразмові та Флорові Меленевським, у 1899 року перейшло до почесного громадянина Трохима Шкідченка. У 1894 році відкрито церковно-парафіяльну школу.
Наприкінці 19 століття — село Фасівської волості Житомирського повіту, на річці Тростяниця, за 60 верст від Житомира, 18 верст від Фасової, де розміщувалася поштова станція, та 108 верст від найближчої залізничної станції Бердичів. Дерев'яну церкву на кам'яному підмурівку, з дерев'яною дзвіницею, збудовано 1874 року, за державний кошт. При церкві землі близько 35 десятин, не вся якісна, частково під чагарниками. До парафії належало с. Добринь, за 3 версти. Парафіян: 1 248 православних, 86 римо-католиків та 18 юдеїв, дворів — 158. Сусідні парафії — Селець (15 верст) і Турчинка (12 верст).
У 1905—1906 роках частину поміщицьких земель (245 десятин) викуплено буківськими селянськими товариствами. В селі працювали фабрика з переробки залізної руди, лісопильний завод, земська прокатна станція рільничих машин, дві крамниці.
У 1906 році — село Фасівської волості (7-го стану) Житомирського повіту Волинської губернії. Відстань до губернського та повітового центру, м. Житомир, становила 56 верст, до центру волості, с. Фасова — 20 верст. Найближче поштово-телеграфне відділення розташовувалося у Фасівці.
У 1923 році увійшло до складу новоствореної Буківської сільської ради, яка, 7 березня 1923 року, включена до складу новоутвореного Фасівського району Коростенської округи; адміністративний центр ради. Відстань до районного центру, с. Фасова, становила 20 верст. 23 вересня 1925 року, в складі сільської ради, передане до Потіївського району Волинської округи, 7 квітня 1927 року — до складу Чоповицького району Коростенської округи, 5 лютого 1931 року — до складу Малинського району Української СРР, 17 лютого 1935 року — до складу відновленого Чоповицького району Київської області.
На фронтах Німецько-радянської війни воювало 212 селян, 80 з них загинули, 167 нагороджені. На їх честь споруджено обеліск Слави.
В радянські часи в селі розміщувалася виробнича бригада колгоспу зерно-тваринницького напрямку. 10 колгоспників нагороджено орденами й медалями, зокрема доярку Т. С. Гаєвську — орденом Леніна. В селі були восьмирічна школа, клуб, бібліотека, медичний пункт.
28 листопада 1957 року, внаслідок ліквідації Чоповицького району, село, в складі сільської ради, передане до Малинського району Житомирської області, 30 грудня 1962 року — до складу Коростенського району, 4 січня 1965 року повернуте до складу Малинського району. 17 червня 1988 року, відповідно до рішення Житомирського облвиконкому № 149 «Про питання адміністративно-територіального поділу», адміністративний центр Буківської сільської ради перенесено до с. Луки з перейменуванням ради на Луківську.
12 червня 2020 року, відповідно до розпорядження Кабінету Міністрів України № 711-р від 12 червня 2020 року «Про визначення адміністративних центрів та затвердження територій територіальних громад Житомирської області», територію та населені пункти Луківської сільської ради включено до складу Малинської міської територіальної громади Коростенського району Житомирської області.

## Відомі люди
- Добровольський Анатолій Володимирович (1910—1988) — український архітектор, Заслужений будівельник Української РСР, академік архітектури, головний архітектор м. Києва (1956—1963).